# ادیمار فراگا
ادیمار کوریتیبا فراگا (پرتغالی: Edimar Curitiba Fraga؛ زادهٔ ۲۱ مهٔ ۱۹۸۶) که به صورت ساده با نام با نام ادیمار شناخته می‌شود، بازیکن فوتبال اهل برزیل است.
از باشگاه‌هایی که در آن بازی کرده‌است می‌توان به کروزیرو، براگا، سی‌اف‌آر کلوژ، ریو آوه، کیه‌وو ورونا، کوردوبا و سائو پائولو اشاره کرد.